# Rutki-Begny
Rutki-Begny – wieś sołecka w Polsce położona w województwie mazowieckim, w powiecie ciechanowskim, w gminie Ciechanów. Obok miejscowości przepływa niewielka rzeka Rosica, dopływ Wkry.
| SIMC    | Nazwa       | Rodzaj    |
| ------- | ----------- | --------- |
| 0112740 | Rutki-Lenki | część wsi |

W latach 1975–1998 miejscowość administracyjnie należała do województwa ciechanowskiego.